# 京都大学大学院理学研究科・理学部

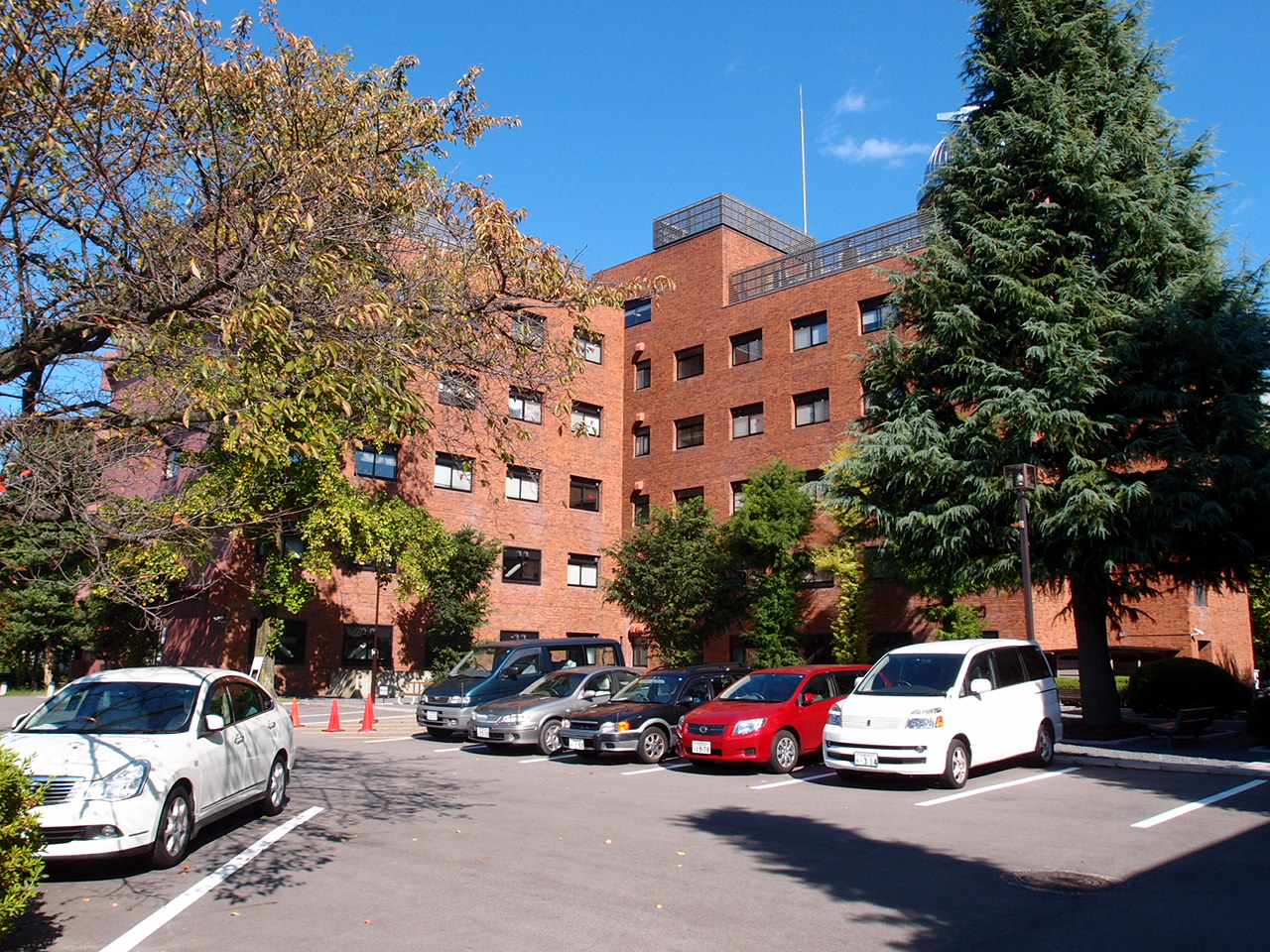
理学研究科4号館

京都大学大学院理学研究科（きょうとだいがくだいがくいんりがくけんきゅうか、英称：Graduate School of Science）は、京都大学大学院に設置される研究科の一つである。また、京都大学理学部（きょうとだいがくりがくぶ、英称：Faculty of Science）は、京都大学に設置される学部の一つである。

## 概要
研究科は数学・数理解析、物理学・宇宙物理学、地球惑星科学、化学、生物科学の各専攻、学部は理学科1学科の構成で、多岐にわたる研究教育が行われている。吉田キャンパス北部構内に所在する。これまで複数のノーベル賞・フィールズ賞受賞者を輩出するなど、各分野で国内外に誇れる研究業績を上げている。理学部の学生は、二年から三年に進級する際に数理科学系（数学）、物理科学系（物理学・宇宙物理学）、地球惑星科学系（地球物理学・地質学鉱物学）、化学系、生物科学系のいずれかの学系に属することになる。

## 沿革
- 1897年 京都帝国大学設置、理工科大学開設[1]
- 1898年 理工科大学に数学科、物理学科、純正化学科設置[1]
- 1904年 数学科、物理学科、純正化学科を理学科に統合
- 1908年 理学科が再び数学科、物理学科、純正化学科に分離
- 1914年 理工科大学が理科大学と工科大学に分離[1]
- 1919年 理科大学が理学部に改称[1]
- 1920年 物理学科から宇宙物理学地球物理学科が独立
- 1921年 宇宙物理学地球物理学科が宇宙物理学科と地球物理学科に分離、動物学科・植物学科設置[1]
- 1922年 地質学鉱物学科設置[1]
- 1953年 大学院理学研究科設置[1]
- 1967年 生物物理学科設置[1]
- 1994年 9学科を廃止し、理学科に改組[1]

## 教育と研究

### 組織

#### 理学部
- 理学科

#### 理学研究科
- 数学・数理解析専攻
- 物理学・宇宙物理学専攻
- 地球惑星科学専攻
- 化学専攻
- 生物科学専攻

### 研究
21世紀COEプログラム
- 2002年

生命科学
- 「生物多様性研究の統合のための拠点形成」（理学研究科生物科学専攻）

化学、材料科学
- 「京都大学化学連携研究教育拠点(新しい物質変換化学の基盤構築と展開)」（理学研究科化学専攻）

- 2003年

数学、物理学、地球科学
- 「物理学の多様性と普遍性の探求拠点」（理学研究科物理学・宇宙物理学専攻）
- 「活地球圏の変動解明」（理学研究科地球惑星科学専攻）

グローバルCOEプログラム
- 2007年

生命科学
- 「生物の多様性と進化研究のための拠点形成」（理学研究科生物科学専攻）

- 2008年

数学、物理学、地球科学
- 「数学のトップリーダーの育成」（理学研究科数学・数理解析専攻）
- 「普遍性と創発性から紡ぐ次世代物理学」（理学研究科物理学・宇宙物理学専攻）

## 施設

### 北部構内
理学研究科1号館
地球惑星科学（地球物理学、地質学鉱物学）、化学、生物科学（生物物理学）、理学研究科事務部（総務企画掛）、北部構内事務部（総務課・経理課）、附属地磁気世界資料解析センター、附属地球熱学研究施設京都分室、附属サイエンス連携探索センター
理学研究科2号館
生物科学（動物学、植物学）、化学
理学研究科3号館
数学
理学研究科4号館
数学、物理学・宇宙物理学、地球惑星科学（地球物理学）、附属天文台分室、研究機器開発支援室、技術部、附属天文台分室、研究機器開発支援室、技術部
理学研究科5号館
物理学・宇宙物理学
理学研究科6号館
化学、数学、国際教育支援室、相談室、講義室、中央図書室（図書掛）、理学研究科事務部（学部教務掛、大学院教務掛）
主に講義はこの建物で行われる
理学研究科セミナーハウス
北部総合教育研究棟
理学部植物園
詳細は#植物園で述べる

### 附属施設
理学研究科附属
- 天文台
  - 花山天文台
  - 飛騨天文台
- 地磁気世界資料解析センター
- 地球熱学研究施設
  - 火山研究センター
- 木曽生物学研究所
- 植物園

### 植物園
京都大学大学院理学研究科附属植物園は、京都大学吉田キャンパス北部構内に位置する京都大学大学院理学研究科が管理運営する植物園である。京都大学大学院理学研究科・理学部の附属施設の一つで、植物に関する様々な研究を行っている。京都大学の教職員と学生の研究と教育のための施設であり、一般公開はされていない。
場所
〒606-8267 京都府京都市左京区 北白川西町 京都大学吉田キャンパス北部構内の南東角にある。
概要
理学部植物園の面積規模は1.65ha。花崗岩が風化した白川砂の土分布に種子植物が30目 61科 134属 213種あり、縄文時代の遺跡も発掘がなされている。園内には植物学教室分室、圃場、温室の他、森林からなる緑地部分もあり、北側は農学研究科の圃場が広がるほかブナ科やニレ科をまとめて植えた区域や、樹高の高いCinnamomum camphora（クスノキ）は25m以上の樹高をもつほかカシ類の常緑広葉樹、ブナ、エノキなどの落葉広葉樹、メタセコイア、ヌマスギなどの落葉性針葉樹、竹林など、いずれも高木化して生育。東側と南側は民家に隣接しているため、夏の台風襲来前の時期に落下する危険のある枯れ枝剪定や秋に大量の葉が民家路上に散乱のため樹木剪定や路上の落ち葉の片づけなどの対策を理学研究科職員らが行ってきた。
コレクション
大池と湿地状の小池の2つの池があり、池には丘が造成されている。大池の方にはPhragmites australis（ヨシ）の他、Iris pseudacorus（キショウブ）、Nuphar japonicum（コウホネ）など、小池のほうには Saururus chainensis（ハンゲショウ）や Acorus gramineus（セキショウ）が生息。それらの植物のいくつかにはプレートが付けられている。
沿革
1923年に設立。生態学的特色をもった植物園にするという構想のもと、当時の植物学教室教授郡場寛によって造営計画がされていく。植物園の管理は発足から理学部植物学教室と付属植物生態研究施設に委ねられてきたが、1991年度以降は植物生態研究施設の改組によって、植物学教室が中心となって植物園の管理。2007年から理学研究科植物学教室から理学研究科植物園運営委員会が運営を引き継ぐ。
関連項目
- 日本の植物園一覧

外部リンク
- 京都大学大学院理学研究科附属植物園

## 著名な出身者

### ノーベル賞受賞者
- 湯川秀樹（1929年物理学科卒業） - 1949年物理学賞
- 朝永振一郎（1929年物理学科卒業） - 1965年物理学賞
- 利根川進（1963年化学科卒業） - 1987年生理学・医学賞
- 赤崎勇（1952年化学科卒業） - 2014年物理学賞

### フィールズ賞受賞者
- 広中平祐（1954年数学科卒業、1956年修士） - 1970年
- 森重文（1973年数学科卒業、1975年修士、1978年博士） - 1990年

### アーベル賞受賞者
- 柏原正樹（1974年博士）　- 2025年